# Autographa anatolica
Autographa anatolica är en fjärilsart som beskrevs av Leo Schwingenschuss 1938. Autographa anatolica ingår i släktet Autographa och familjen nattflyn. Inga underarter finns listade i Catalogue of Life.